# Orthoptila abruptella
Orthoptila abruptella là một loài bướm đêm thuộc họ Gelechiidae. Nó được tìm thấy ở Úc.

## Hình ảnh

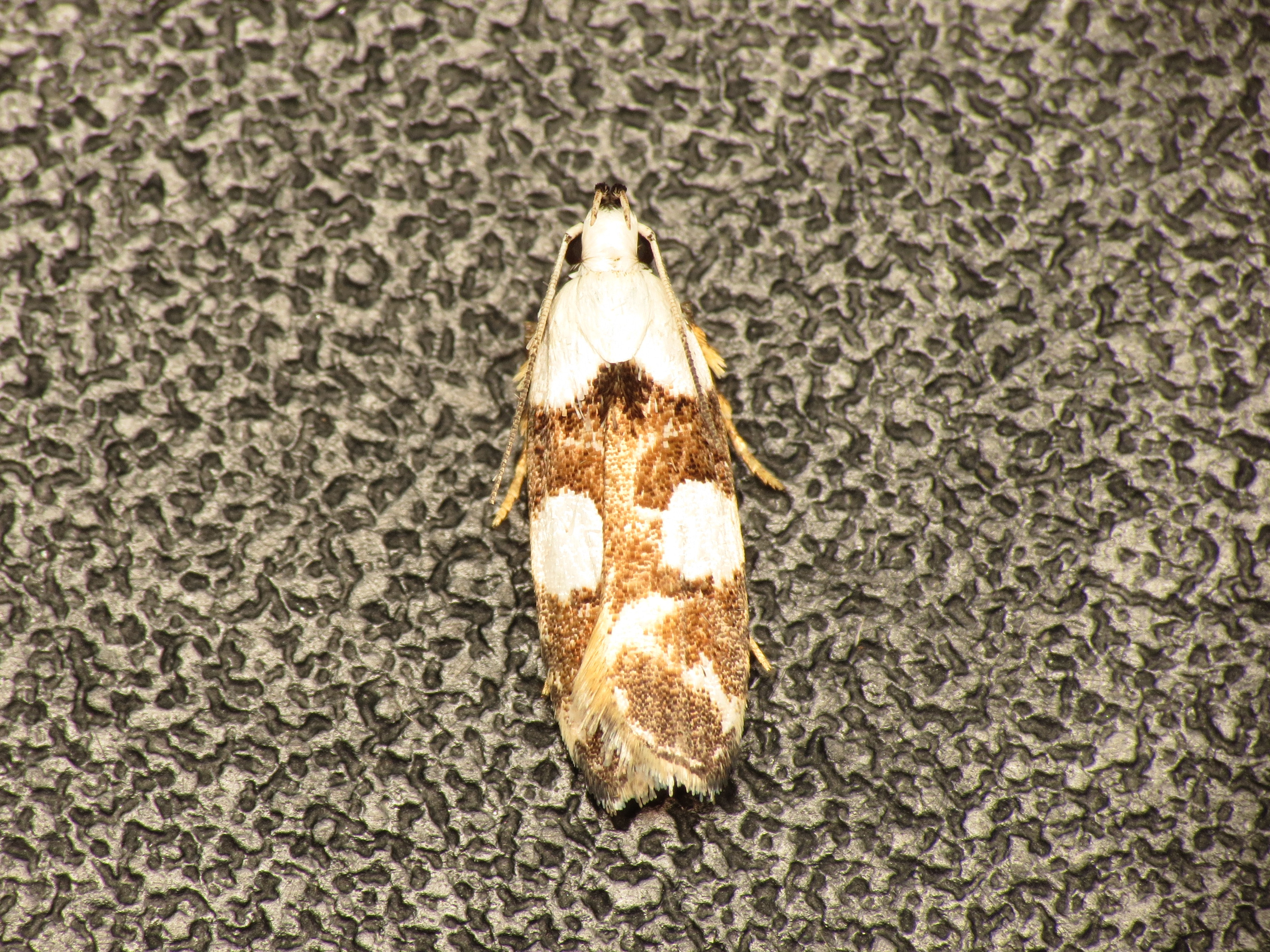
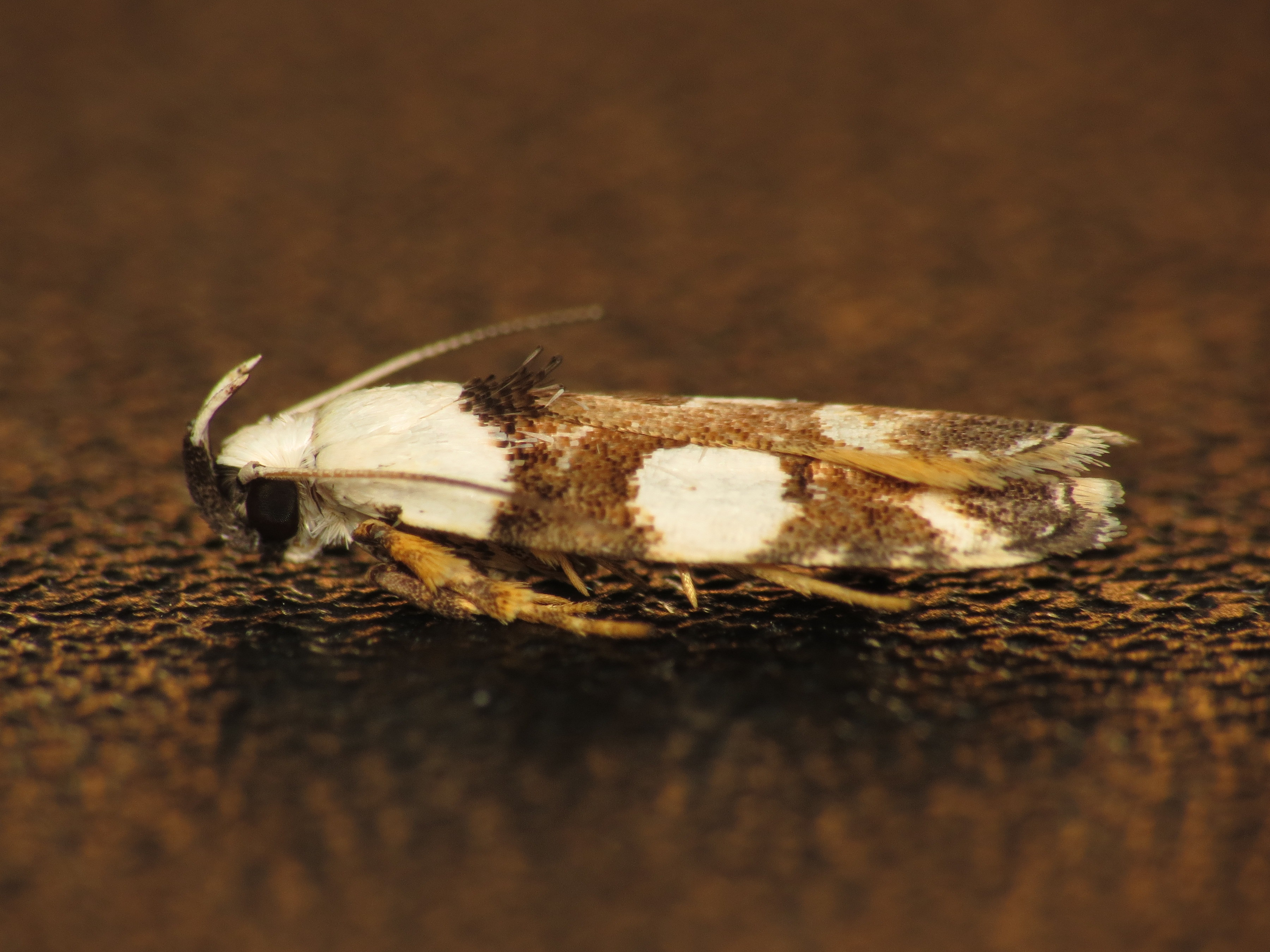
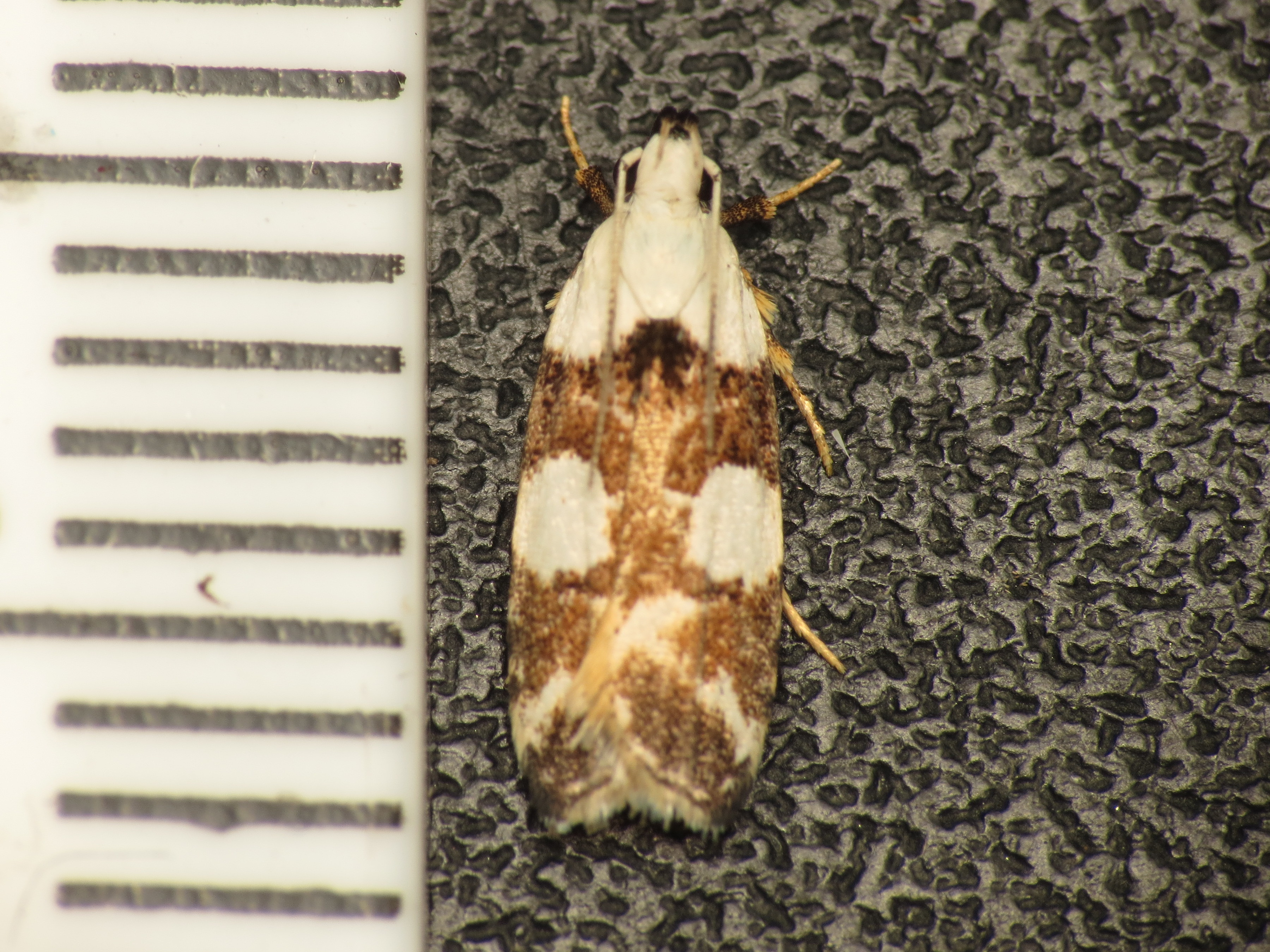
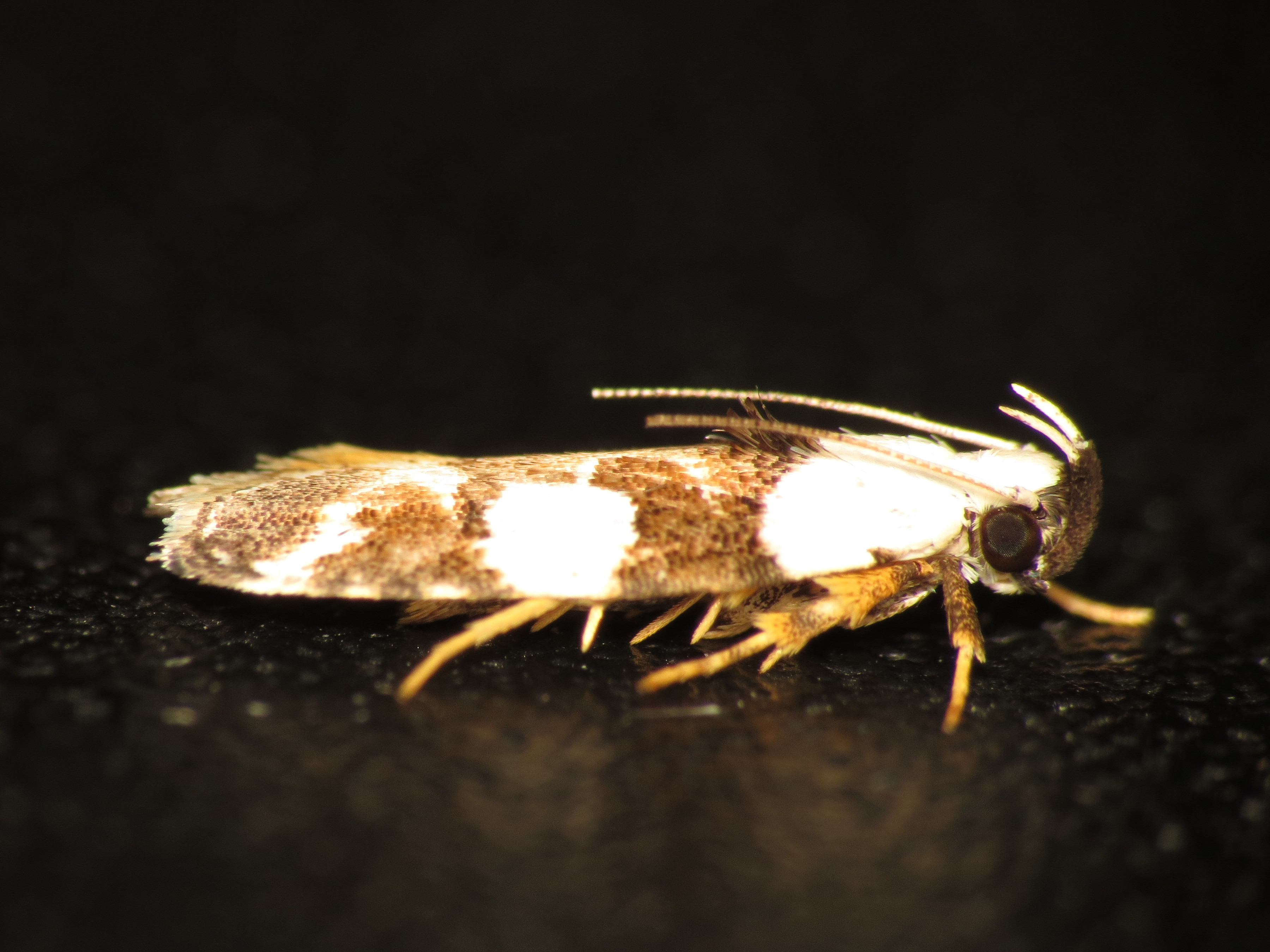